# Jean Sarkozy
Jean Nicolas Brice Sárközy de Nagy-Bócsa noto semplicemente come Jean Sarkozy (Neuilly-sur-Seine, 1º settembre 1986) è un politico francese.
È figlio dell'ex presidente Nicolas Sarkozy. Membro del partito politico I Repubblicani, è stato consigliere generale degli Hauts-de-Seine, eletto nel cantone di Neuilly-sur-Seine-Sud, dal 2008 al 2015.

## Formazione e carriera professionale
Jean Sarkozy ha frequentato il liceo cattolico Notre-Dame de Sainte-Croix nella periferia parigina di Neuilly-sur-Seine, nel 2001 si è poi trasferito al Lycée Pasteur di Neuilly-sur-Seine, dove si è diplomato nel giugno 2004 con il Baccalauréat littéraire (Lettere e Filosofia). Ha in seguito iniziato a studiare legge nel settembre 2006. Si è iscritto all'Università di Paris-Nanterre, trasferendosi presto all'Università di Parigi I. Ha superato l'esame del secondo anno solo al terzo tentativo nel settembre 2009.
Nel 2013, Sarkozy ha tenuto corsi di diritto societario all'Università di Paris-Est Créteil Val-de-Marne. Dalla fine del 2013, pur avendo conseguito un master in diritto privato e senza essere stato ammesso all'albo degli avvocati, avrebbe lavorato come avvocato in uno studio legale di cui suo padre è socio, senza aver fornito alcuna informazione al riguardo.

## Carriera politica
Jean Sarkozy, come suo padre, è stato rappresentante dell'UMP per l'ex cantone di Neuilly-sur-Seine-Sud nel Consiglio generale degli Hauts-de-Seine dal marzo 2008 a al marzo 2015. È stato il più giovane consigliere generale di Francia fino a settembre 2008, quando è stato sostituito dalla ventunenne Clara Dewaele nell'ex cantone di Morteaux-Coulibœuf. Dal giugno 2008 al 2011, è stato presidente del gruppo UMP-Nuovo Centro-divers droite nel Consiglio generale,, diventando in seguito uno dei suoi vicepresidenti, responsabile della politica sociale. Nel 2015, non si è ricandidato al Consiglio dipartimentale.
Jean Sarkozy ha abbandonato la sua nomina pianificata a capo della società di sviluppo EPAD di La Défense, situata a ovest di Parigi, solo dopo che gli furono mosse feroci critiche pubbliche nell'ottobre 2009. La nomina è stata criticata a livello internazionale. Nicolas Sarkozy è stato accusato di nepotismo.

## Famiglia
Figlio di Nicolas Sarkozy e della sua prima moglie Marie-Dominique Culioli, ha un fratello maggiore, Pierre (1985), un fratellastro minore, Louis (1997), nato dal secondo matrimonio del padre con Cécilia Ciganer-Albéniz, e una sorellastra, Giulia (2011), nata dal terzo matrimonio del padre con la cantautrice Carla Bruni. 
Il 10 settembre 2008 sposa Jessica Sebaoun-Darty ed è padre di due figli.